# عبدالله سالم
عبدالله سالم (انگلیسی: Abdulla Salem؛ زادهٔ ۱۸ مارس ۱۹۸۳) یک بازیکن فوتبال اهل امارات متحده عربی است.
وی همچنین در تیم‌های ملی فوتبال FIFA World Youth Championship Summer Olympics ۲۲:۳۰، ۲۷ مارس ۲۰۱۶ (UTC) بازی کرده است.